# Baie de l'Impératrice-Augusta
La baie de l'Impératrice-Augusta est une baie sur l'ouest de l'île de Bougainville, dans la région autonome de Bougainville en Papouasie-Nouvelle-Guinée.
La baie de l'Impératrice-Augusta doit son nom à la princesse Augusta-Victoria de Schleswig-Holstein-Sonderbourg-Augustenbourg (1858-1921), l'épouse de l'empereur allemand Guillaume II.
En novembre 1943, pendant la Seconde Guerre mondiale, la baie est le site de la bataille de la baie de l'Impératrice-Augusta, entre les forces alliées et japonaises.